# Socchieve
Socchieve (friuli nyelven Soclêf) település Olaszországban, Friuli-Venezia Giulia régióban, Udine megyében. Lakosainak száma 875 fő (2023. január 1.). Socchieve Forni di Sotto, Ovaro, Preone, Raveo, Tramonti di Sopra, Tramonti di Sotto, Enemonzo és Ampezzo községekkel határos.

## Népesség
A település népességének változása:
| Lakosok száma | 902  | 896  | 875  |
|               | 2017 | 2018 | 2023 |